# میلوش کوپتسکی
میلوش کوپتسکی (چکی: Miloš Kopecký؛ ۲۲ اوت ۱۹۲۲ – ۱۶ فوریهٔ ۱۹۹۶) یک هنرپیشه اهل جمهوری چک بود.
از فیلم‌هایی که وی در آن نقش داشته است، می‌توان به آدلا هنوز شام نخورده، باد سیمگون و شاهدخت سرفراز اشاره کرد.